# 트리트
트리트(trit)는 3을 밑으로 하는 정보 단위로, 1 트리트는 {\displaystyle \log _{2}{3}} 비트이다.
트리트는 0, 1, 2를 세 기본 원소로 하는 삼진법을 사용하는 정보 체계를 가지고 있으며,  사실 비트와는 정보 체계 자체가 다르다.
또한 36비트 프로세서에서도 트리트나 트라이트가 사용된다.
트리트나 트라이트는 비트나 밴, 내트와는 다른 독자적인 단위지만, 비트나 밴, 내트와 서로 단위를 환산할 수 있다.

## 참조사항
1. ↑  이에 대해서는 내트 문서를 참조.

## 같이 보기
- 삼진법
- 트라이트